# Retinopatija
Retinopatíja je izraz za katerokoli nevnetno bolezen mrežnice očesa, ki lahko povzroči motnjo vida. Retinopatija je pogosto posledica bolezni žilja v mrežnici oziroma motene prekrvljenosti mrežnice. Običajno je vzrok retinopatije sistemska bolezen; najpogostejša vzroki so sladkorna bolezen (diabetična retinopatija), povišan krvni tlak (hipertenzivna retinopatija) ter retinopatija zaradi prezgodnjega rojstva (retinopatija nedonošenčkov). Retinopatija nedonošenčkov je poleg prezgodnjega rojstva otroka povezana z zdravljenjem s kisikom. Starostna degeneracija rumene pege tehnično spada med retinopatije, vendar se običajno obravnava ločeno. Retinopatija je lahko bodisi proliferativna ali pa neproliferativna.

## Simptomi in klinični znaki
Bolezen je pogosto brezsimptomna, vse dokler ni že zelo napredovala. Ko se pojavijo simptomi, je poškodba pogosto že nepopravljiva. Simptomi običajno ne vključujejo bolečine ter lahko zajemajo: 
- krvavitve v zrklu
- motnjave steklovine (zaznavne kot lebdeči delci v vidnem polju)
- poslabšanje ostrine vida